# Jerzy Klempel
Jerzy Klempel (* 23. April 1953 in Międzylesie, Powiat Kłodzki; † 28. Mai 2004 in Breslau) war ein polnischer Handballspieler. Er arbeitete als Trainer und Manager des polnischen Vereins Śląsk Wrocław und gilt als einer der besten polnischen Handballer des 20. Jahrhunderts. Seine Spielposition war Rückraum rechts. In Deutschland spielte er von 1981 bis 1989 bei Frisch Auf Göppingen und warf dabei 1189/403 Erstligatreffer. Seine beste Saisonbilanz mit 239/77 Treffer in 26 Spielen stammt aus der Saison 1986/87.
Jerzy Klempel stellte am 4. Juni 1983 beim 27:28 mit Frisch Auf Göppingen gegen TuS Hofweier mit 19 Toren in einem Spiel einen Rekord für die eingleisige 1. Bundesliga auf. Zudem gelang ihm mit 16 Treffern auch der Rekord für die meisten Feldtore in einem Spiel. Der Deutsche Stefan Schröder konnte erst 26 Jahre später, am 6. Juni 2009, mit 21 Toren, davon 18 Feldtore, diese Marken überbieten.
Mit der polnischen Nationalmannschaft nahm er an den Olympischen Spielen 1976 teil, wo die Auswahl die Bronzemedaille gewann. Beim 26:12-Sieg im Gruppenspiel gegen Tunesien stellte er mit 15 Toren den bis heute gültigen Torrekord für ein einziges Spiel im olympischen Turnier auf. Auch bei den Spielen 1980 wurde er wie vier Jahre zuvor Torschützenkönig.

## Erfolge
- 1976: 3. Platz bei den Olympischen Spielen und Torschützenkönig (38 Tore)
- 1978: Torschützenkönig bei der Weltmeisterschaft in Dänemark
- 1980: 7. Platz bei den Olympischen Spielen und Torschützenkönig (44 Tore)
- 1982: 3. Platz bei der Weltmeisterschaft in der BR Deutschland
- 6× Polnischer Meister
- 1985/86, 1986/87 und 1987/88 Torschützenkönig in der Bundesliga (Frisch Auf Göppingen)